# Kleinothraupis parodii
Kleinothraupis parodii é uma espécie de ave da família Thraupidae.
É endémica do Peru.
Os seus habitats naturais são: regiões subtropicais ou tropicais húmidas de alta altitude.